# 投奔怒海
《投奔怒海》（英語：Boat People）是1982年上映的一部香港電影，由許鞍華執導，是許鞍華「越南三部曲」的最後一部，主演包括林子祥、繆騫人、馬斯晨、劉德華等，片名由著名小说家金庸所取。本片以越南共和國（南越）滅亡後作為題材，於1982年10月13日上映，香港票房1,547万港币，位列年度总票房第五位。電影榮获第2屆香港電影金像獎最佳電影、最佳導演、最佳編劇、最佳美術指導及最有前途新人五項大奖；在2005年獲香港電影金像獎協會票選為「最佳華語片一百部」第八名。

## 劇情
影片通过日本摄影记者芥川（林子祥饰）的视角展开。在共产党接管岘港三年后，芥川受邀回到越南报道战后生活。他在政府人员的带领下来到岘港附近的一个新经济区，看到一群小学生在快乐地玩耍，唱着赞美胡志明的歌曲。
他看到的这一幕其实是为了欺骗外国媒体而伪造的。在岘港，他目睹了一场火灾，并因未经许可拍照而遭到警察殴打。他还看到警察殴打一名 "反动分子"。后来，他看到一个家庭被迫离开城市前往经济新区，回想起他看到的快乐的孩子们，他想知道为什么他们不愿意去那里。
在城市里，他遇到了琴娘 Cam Nuong（马斯晨饰）和她的家人。她的母亲为了抚养孩子偷偷做妓女。她有两个弟弟，大弟弟纳克（Nhac）是个精通美国俚语的街头男孩，小弟弟朗（Lang）的父亲是她母亲服务过的一个韩国人。从 Cam Nuong 那里，芥川了解到共产主义统治下岘港生活的残酷细节，包括孩子们在 "养鸡场 "刚被处决的尸体中寻找贵重物品。有一天，Nhac 在捡垃圾时发现了一枚未爆炸的弹药，结果被炸死。
在 "养鸡场"，芥川遇到了刚从经济特区释放出来的年轻人明（刘德华饰）。明企图抢劫芥川的相机，被审判后重新送回经济新区。芥川利用与一名官员的关系跟踪他到了那里。在经济新区，他目睹了囚犯们遭受的虐待。他回到之前孩子们为他唱歌的地方，惊恐地发现孩子们在拥挤的营房里不穿衣服地睡觉。
与此同时，明计划与一位名叫 Thanh 的朋友一起逃离这个国家。然而，有一天在执行拆除地雷的任务时，Thanh 被炸死了。明独自上船准备逃离这个国家，但他被陷害了。一艘越南巡逻艇正等着他们，并不分青红皂白地向船上开枪，打死了船上所有的人，抢走了所有值钱的东西。
Cam Nuong 的母亲因卖淫被捕，被迫公开认罪。她用钩子刺穿自己的身体自杀身亡。芥川决定卖掉自己的相机，帮助琴娘和她的弟弟离开这个国家。在船出发的当晚，芥川帮他们运了一集装箱柴油。然而，他们被发现了，他遭到枪击。柴油容器爆炸，芥川被烧死。影片最后，琴娘和她的弟弟安全上船，期待着在一个更自由的地方开始新的生活。

## 角色
| 角色     | 演員   | 粵語配音 | 備註 |
| 芥川汐見 | 林子祥 | 林子祥   | 日本左派記者。曾搶先報導過越共統一越南的新聞，往統一後的越南峴港採訪，最初從安排的行程見到幸福的越南人。後來認識峴港當地人阮琴娘及其弟，發現一般人經濟生活非常困苦，卻仍不欲往集體農場（新經濟區）。而很多與前南越政府有關係的人都生活在恐懼之中。芥川在“鷄場”（刑场）拍摄琴娘收尸时認識從集體農場回峴港的祖明，後來到他的農場看見實際的情況。                                                               |
| 夫人     | 繆騫人 | 朱曼子   | 峴港唯一剩下酒吧的過氣老鴇，得到當地某些人保護仍然生存營業。夫人的父親是日本人，母親是中國人，做過法國人的情婦，開酒吧時做美國人生意。統一後在共產黨的鼻息下生存。祖明是夫人的男友。 |
| 阮琴娘   | 馬斯晨 |          | 峴港當地少女。父親是陣亡的南越政府軍軍人，有兩個弟弟。母親被迫賣淫養活一家。二弟拾荒時撿到手榴彈被炸死。其母被共產黨幹部迫死後，幹部表示會把琴娘「優先送到新經濟區」。最後與三弟成功乘坐難民船離開越南。 |
| 祖明     | 劉德華 | 李學斌   | 原來是美軍的翻譯，統一後被送到集體農場。因為想籌錢與友人乘船離開越南，故短暫回到峴港。與芥川一起回到農場後，被派往地雷區掘地雷，等待機會離開。上船後，難民船被軍方截停，被打死。 |
| 阮主任   | 奇夢石 |          | 負責接待芥川的幹部。曾經是留法學生，參與共產革命大半生，也曾為革命坐牢。年老時卻發現自己原來喜歡以往的前殖民宗主地巴黎、法國美食、法國美酒、法國美女，俱與共產主義不符。說：「越南人的革命成功了，我自己的革命失敗了」，亦批評一些年輕的幹部「急功近利」。最後被任命為新經濟區某小隊隊長，被立即送走。當時文化局的幹部（阮主任口中的年輕幹部）認為阮主任「不是一個真正的革命者，無法放棄小資產階級的濫情」。 |

## 選角
劉德華一角原屬意由周潤發演出。台灣當時政策封殺曾經參與大陸電影拍攝的演員（當年台灣是港產片最大出口市場），禁止他們一切有份的電影上影；周潤發為台灣市場放棄拍攝，此角後欲改用黃日華，但TVB高層下令要求拍攝《天龍八部之虛竹傳奇》而要讓給劉德華，成為劉第二部電影作品（第一部為《彩雲曲》）。

## 禁映
本片於1980年代製作，外景拍攝取景於中國海南島，投資方為左派電影明星夏梦所創辦的青鳥公司。當時台灣的港九電影戲劇事業自由總會禁止中國大陸工作人員參與製作，亦禁止在大陸拍攝的電影於台灣上映，所以當時本片在台灣被禁映，後來才解禁。電影拍攝時正值中國與越南交惡，電影中亦有出現描述越南排華的場面。然而電影的內容對共產主義亦有很深刻的批判，因此亦在中國大陸禁止上映。當時九七問題剛開始在香港浮現，《投奔怒海》對共產黨統治下的描寫產生很大震撼。在當時仍然是左、右兩派壁壘分明的香港電影圈中，《投奔怒海》在政治上没有那么带有批判的感情；而同時被台灣、中國大陸以泛政治理由禁映，在電影圈中也極為少見。

## 发行
2008年2月27日，投奔怒海正式解禁，中国内地引进香港版DVD。

## 破绽
劇本最後一幕芥川因所攜的柴油被追兵的子彈擊中而著火。實際上柴油燃點很高，一般不會因中槍而起火。

## 獎項
| 年份 | 頒獎典禮             | 獎項               | 獲提名 | 結果          |
| ---- | -------------------- | ------------------ | ------ | ------------- |
| 1983 | 第2屆香港電影金像獎  | 最佳電影           |        | 獲獎          |
| 1983 | 第2屆香港電影金像獎  | 最佳導演           | 許鞍華 | 獲獎          |
| 1983 | 第2屆香港電影金像獎  | 最佳編劇           | 戴安平 | 獲獎          |
| 1983 | 第2屆香港電影金像獎  | 最有前途新人       | 馬斯晨 | 獲獎          |
| 1983 | 第2屆香港電影金像獎  | 最有前途新人       | 劉德華 | 提名          |
| 1983 | 第2屆香港電影金像獎  | 最佳美術指導       | 區丁平 | 獲獎          |
| 1983 | 第2屆香港電影金像獎  | 最佳男主角         | 林子祥 | 提名          |
| 1983 | 第2屆香港電影金像獎  | 最佳女主角         | 繆騫人 | 提名          |
| 1983 | 第2屆香港電影金像獎  | 最佳女主角         | 馬斯晨 | 提名          |
| 1983 | 第2屆香港電影金像獎  | 最佳攝影           | 黃宗基 | 提名          |
| 1983 | 第2屆香港電影金像獎  | 最佳剪接           | 健健   | 提名          |
| 1983 | 第2屆香港電影金像獎  | 最佳電影配樂       | 羅永暉 | 提名          |
| 1983 | 第2屆香港電影金像獎  | 十大華語片         |        | 獲獎          |
| 2005 | 第24屆香港電影金像獎 | 最佳華語電影一百部 |        | 獲獎 (第八名) |

## 其他
- 影片英文名稱「Boat People」直譯就是「船民」，是香港1988年實行越南船民甄別政策，對因經濟而非政治原因逃離者的稱呼，以和難民區別。